# Song Or Suicide
Song Or Suicide är ett album från 2008 av Nomy.

## Låtlista
1. Cocaine - 4:12
2. On My Grave - 4:05
3. You Better Die Young - 3:46
4. Crucified By Love - 3:43
5. Time - 4:21
6. Let The Sun Die - 3:48
7. My Religion - 3:19
8. Sweet Jose Kills Me - 4:56
9. Scarecrow - 4:23
10. Hold Your Head Up High - 3:27